# 20000 Варуна
20000 Варуна (англ. Varuna)  — транснептуновий об'єкт, один з найбльших к'юбівано (класичних об'єктів пояса Койпера), відособлений транснептуновий об'єкт. Відкрито 28 листопада 2000 року Робертом Мак-Мілланом, керівником проекту Spacewatch.
Діаметр Варуни близько 1060 км. Ексцентриситет орбіти — 0,051, велика піввісь орбіти — 43,129 а. о., перигелій — 40,915 а. о., афелій — 45,335 а. о., орбітальний період — 283,20 року. Кут нахилу до площини екліптики — 17,2°. Маса ~5,9× 1020 кг. Припускають, що Варуна складається з суміші пористих порід із низькою густиною (густина ~1 г/см× 102). Колір поверхні — помірно червоний, але надзвичайно темний (альбедо <0,04).
Номер за каталогом малих планет — 20000. Тимчасове позначення — 2000 WR106.

## Назва
К'юбівано Варуна названо на честь одного з головних божеств ведичного пантеону — володаря світових вод, охоронця справедливості, вартового безсмертя Варуни (санскр. वरुण), через зв'язок із водною стихією часто прирівнюється до грецького Посейдона і римського Нептуна. Окрім імені, Варуна отримав постійне позначення круглим числом «20000» на знак того, що є одним з найбільших класичних об'єктів поясу Койпера, виявлених дотепер.

## Розмір
| Рік  | Діаметр (км) | Примітки                 |
| ---- | ------------ | ------------------------ |
| 2001 | 900          | Джевітт                  |
| 2002 | 1060         | Лелоуч                   |
| 2005 | 936          | Ґранді                   |
| 2005 | >621         | Телескоп Спітцер 2-група |
| 2007 | 502          | Телескоп Спітцер 1-група |
| 2010 | 1003         | Горд                     |

Розміри великого об'єкту пояса Койпера можуть бути визначені одночасно спостереженнями теплового випромінювання і відбитого сонячного світла. На жаль, теплові випромінювання слабкі у віддалених об'єктів, також їх визначенню додатково перешкоджає атмосфера Землі, лише слабкий «хвіст» викидів доступний для наземних спостережень. Крім того, оцінки залежать від моделі з невідомими параметрами (наприклад, полюси орієнтації і теплової інерції). Отже, оцінки альбедо сильно варіюються. Внаслідок цього у припущенні розмірів Варуни є істотні відмінності. Розмірів Варуни різні учені визначають від 500 до 1060 км. Дві останні оцінки Спітцера близькі до 500 км (310 миль) і не збігаються з оцінками розміру Варуни 2005 року у 936+238
−324 км, основою для яких послугували більш ранні результати (900 +129
−145) та (1060 +180
−220). Цю невідповідность результатів Спітцера з ранніми (субміліметровими) спостереженнями автори оригінальних досліджень (Стансберрі й ін.) пояснюють рядом труднощів у випадку Варуни. Також ці автори схиляються на користь субміліметрових результатів (Джевітт, Лілоуч) для цього об'єкту, а не до даних Спітцера.

## Покриття
7 грудня 2008 року було передбачено, що Варуна покриє собою зірку у сузір'ї Близнюків із зоряною величиною 14,7. Ця подія дозволила би визначити нижню межу розмірів Варуни. Щоб визначити точний розмір, достатньо було б провести кілька подібних спостережень покриттів Варуною інших зірок. За прогнозами передбачено, що подія могла статися лише при спостереженні з Південної Америки і Африки, проте немає повідомлень про переконливе підтвердження події.
28-секундне затьмарення зірки 11,1 зоряної величини Варуною спостерігалося з Камалау, Параїба, Бразилія, у ніч на 19 лютого 2010 року. За результатами затьмарення 2010 року, що спостерігали у Сан-Луїсі і тривало близько 52,5 секунди, діаметр Варуни становить 1003 км, але Кишада була на 255 км менше результату, тому припускають, що Варуна має довгасту форму. Затьмарення сталося під час майже максимальної яскравості Варуни, покриття при спостереженні очевидно було максимальним за площею для еліпсоїдної форми.

## Орбіта

Орбіти Варуни (синя) і Плутона (червона)

Варуна класифікується як класичний транснептуновий об'єкт і рухається орбітою близькою до кола з великою піввіссю близько 43 а. о., аналогічно Квавару, але з великим нахилом. Орбітальний період Варуни становить 283 роки, що майже ідентично Квавару. Графік показує, полярний огляд (вгорі: орбіта Варуни синього кольору, Плутона — червоного, Нептуна — сірого). Перигелії і афелії та дати проходження також позначені. Цікаво, що орбіти Варуни і Плутона мають схожі нахили і аналогічно зорієнтовані (вузли обох орбіт досить близькі). Варуна на відстані 43 а. о. і рухається орбітою, за формою близькою до кола, на відміну від Плутона, який знаходиться у резонансі 2:3 з Нептуном. Варуна ж не має яких-небудь значних збурень у русі з боку Нептуна. Огляд екліптики ілюструє порівняння майже кругової орбіти Варуни з ексцентричною орбітою (е = 0,25) Плутона, але аналогічно нахиленій.

## Фізичні характеристики
Варуна має період обертання близько 3,17 години (або 6,34 години, залежно від того, крива блиску одно- або двогорба). Таке швидке обертання є нетиповим для таких великих об'єктів як Варуна. Через швидке обертання відбувається подовження сфероїда (відношення осі 2:3), з середньою густиною близько 1,0 (приблизно дорівнює щільності води). Після вивчення кривої блиску Варуни було виявлено, що найвідповіднішою моделлю Варуни є тривісний еліпсоїд з осями B, C у відношенні В/=0,63-0,80, С/=0,45-0,52 і об'ємна густина 0,992. 
Згодом було відкрито ще більший за Варуну об'єкт Хаумеа (3,9 години), з високою швидкістю обернення, який, за припущеннями, теж має довгасту форму. 
Поверхня Варуни помірно червона (у порівнянні з Кваваром). На поверхні виявлена невелика кількість водяного льоду.